# Nové Hrady (hrad)
Nové Hrady (německy Gratzen) jsou hrad přestavěný na zámek na skalnatém výběžku nad Stropnicí na jihozápadě města Nové Hrady v okrese České Budějovice v Jihočeském kraji. Zámek je od roku 2002 zapsán na Seznam národních kulturních památek. Je ve vlastnictví státu (správu zajišťuje Národní památkový ústav) a je přístupný veřejnosti.

## Historie
Gotický hrad byl podle archeologických nálezů postaven v době okolo poloviny třináctého století. Poprvé zmíněn byl roku 1279 zároveň s jeho majitelem Vítkovcem Ojířem ze Svin, jehož otcem byl Vítek z Klokot. Později byl hrad v držení dalších Vítkovců – pánů z Landštejna a od roku 1359 Rožmberků. V 16. století byl hrad těžce poškozen – nejprve při požáru a výbuchu střelného prachu od blesku v roce 1573 a poté při poměrně silném zemětřesení v roce 1590. Proto byl opraven a nově opevněn podle návrhů italského architekta Antonia Canevalle. Smrtí posledního Rožmberka Petra Voka v roce 1611 přešlo panství na základě dědické smlouvy do majetku pánů ze Švamberka. Od roku 1635, kdy si Buquoyové nechali na novohradském náměstí vybudovat pohodlnou rezidenci, sloužil hrad pouze k hospodářským účelům (bydlení panských úředníků, lesní správa, od konce 18. století rodinný archiv Buquoyů a knihovna). Po druhé světové válce bylo Buquoyům panství zkonfiskovano a předáno do péče státu. V padesátých letech 20. století byla v části hradu zřízena expozice převážně hyalitového skla, zbytek sloužil nadále jako byty a později část také jako lidová škola umění a kulturní středisko. V osmdesátých letech prošel hrad rozsáhlou rekonstrukcí. V roce 2000 byla vybudována nová expozice a v roce 2002 hrad přešel do správy Státního památkového ústavu, dnes Národního památkového ústavu.

## Stavební podoba
V nejstarší stavební fázi patřily Nové Hrady k hradům bergfritového typu, ale jejich podoba byla nejspíše od počátku ovlivněna existencí dvou bran. Hrad tehdy chránil široký příkop a obvodová hradba, jejíž zdivo se s výjimkou východní strany dochovalo ve vnější obvodové zdi paláce. Před hlavní hradbou nejspíše už tehdy stála menší parkánová zeď. K nejstarší stavební fázi patří i drobná věž zadní brány. Dominantou hradu byl okrouhlý bergfrit zapojený do obvodové hradby, který zanikl při výbuchu střelného prachu v roce 1573 a jehož pozůstatky byly odkryty při archeologickém výzkumu. JIžně od věže stával podél hradby nejstarší palác.

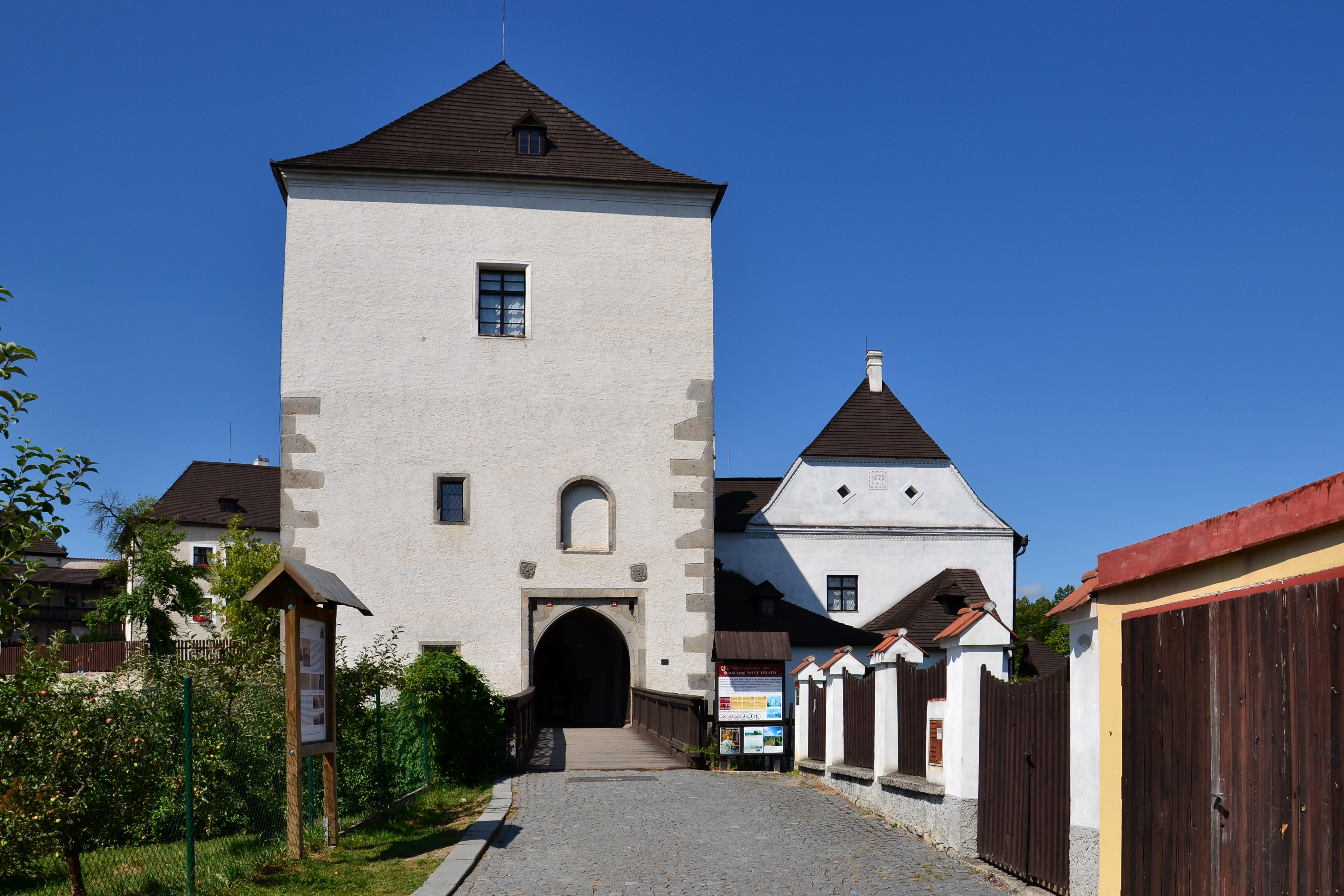
Věž přední brány

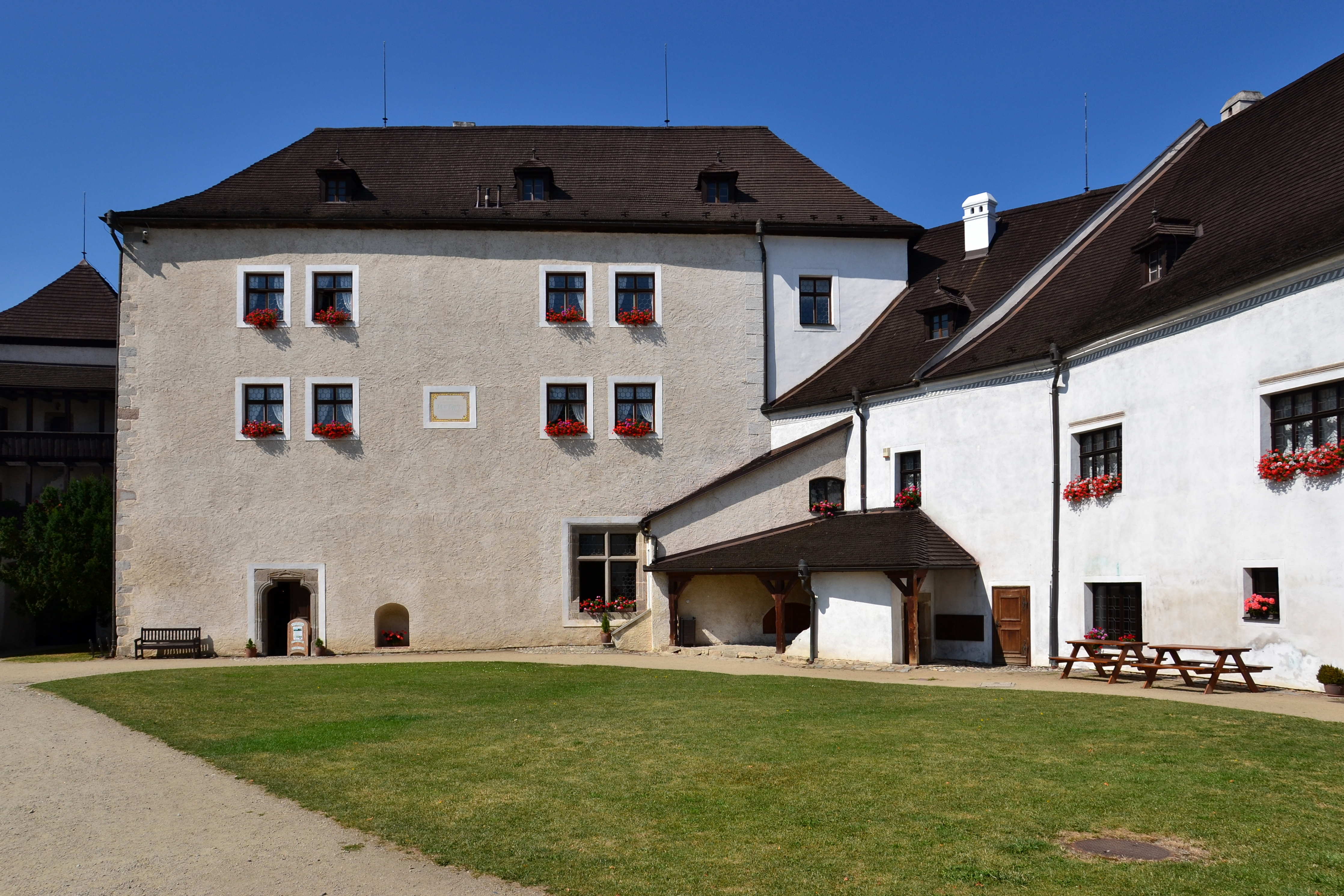
Nádvoří

Západní stranu mezi oběma branami lemuje dlouhá budova se složitým stavebním vývojem. Velké změny v podobě hradu přinesla rozsáhlá přestavba realizovaná v posledním desetiletí patnáctého století. Při ní hrad obepnula nová parkánová hradba s drobnými, dovnitř otevřenými polookrouhlými baštami. V parkánu byla postavena hradní kuchyně. Bezpečnost zadní brány zajistilo nové předbraní. Původní přední bránu nahradila mohutná čtverhranná branská věž postavená patrně někdy v prvních dvou desetiletích šestnáctého století. Nejvýraznějším prvkem přestavby se stal nový palác, jehož renesanční okna patří k nejstarším projevům renesance v Česku. Nové opevnění patřilo teoreticky ke kvalitním systémům, ale jeho účinnost omezovaly slabé zdi.
Obnova hradu zničeného výbuchem začala až roku 1605. Při ní byl příkop obezděn a snad i rozšířen, takže s hloubkou patnáct metrů a šířkou 23 metrů patří k nejmohutnějším příkopům v Česku. Dochovaná podoba budov je výsledkem přestavby realizované v letech 1792–1798 Janem Nepomukem Buquoyem, který nechal zvýšit věž přední brány a palác přestavět na úřednické byty.

## Návštěvnost
Nové Hrady byly v roce 2011, kdy je navštívilo téměř 24 tisíc lidí, jedenáctým nejnavštěvovanějším památkovým objektem v Jihočeském kraji.
| Rok  | Počet návštěvníků |
| ---- | ----------------- |
| 2012 | 16 183            |
| 2013 | 18 079            |
| 2015 | 21 621            |
| 2016 | 23 373            |
| 2017 | 22 348            |